# ポピュラー・ラジオ
『ポピュラー・ラジオ』(Popular Radio)は、かつて刊行されていたアメリカ合衆国の一般読者向け無線雑誌。

## 概要
1912年5月から1928年5月まで刊行された月刊誌。当時はラジオ放送が開始されて間もない時期でアマチュア無線の黎明期でもあった。遠方の通信には電信か当時普及を始めた電話のみで当時はまだ無線電話は一般的には困難ではあったものの不可能ではなく、一部の無線愛好家が実験を試みていた。当時始まったラジオ放送の受信と電子工作関係に主眼を置いた誌面構成で多くの読者にラジオ受信機の作り方を紹介した。休刊になる前の2号では当時実験段階だった機械式テレビジョンに関しても誌面を割き、表題に"AND TELEVISION"が加えられた。同時期、類似の無線関係の雑誌が乱立し、徐々に採算が悪化した。最終号では紙質が上がり、値上がりし、2色刷りの誌面構成で刊行されなかった6月号の予告ではテレビ(この当時は機械式テレビジョン)に関する特集記事が予定されていた。また、最終号では新規購読の募集で5か月間の購読料を1$、7か月間の購読料を$1.25に設定するなど、形振り構わぬ勧誘で資金繰りが悪化していたことが窺える。